# Beeksigaar
De beeksigaar (Sigara hellensii) is een wants uit de familie van de Corixidae (Duikerwantsen). De soort werd het eerst wetenschappelijk beschreven door Carl Reinhold Sahlberg in 1819.

## Uiterlijk
De bruinzwarte wants is altijd macropteer en kan 4 tot 5 mm lang worden. Het halsschild is twee keer zo breed als lang, is net als de voorvleugels zwartbruin en heeft vier tot zes lichtgele, regelmatige, soms gespleten dwarsstrepen die in het midden worden doorsneden door een gele middenlijn. Op de voorvleugels bevinden zich acht to negen, schuine dwarslijnen bij het begin van de clavus die niet allemaal de binnerand bereiken. De vijftien tot achttien dwarsstrepen zijn op het middendeel van de vleugels onderbroken. Delen van de vleugels zijn gescheiden door een lichtgele lijn in de lengte. De kop en de pootjes zijn in zijn geheel geel.

## Leefwijze
Het zijn goede zwemmers en kunnen ook goed vliegen. De soort komt de winter door als volgroeide wants en de wants kent één generatie per jaar. Ze geven de voorkeur aan helder water in beken, eventueel met veel organisch materiaal.

## Leefgebied
De soort is in Nederland zeer zeldzaam. De wantsen komen voornamelijk voor in Midden-Europa.